# Monika Herceg
Monika Herceg (ur. 19 października 1990 w Sisaku) – chorwacka poetka. W 2024 roku laureatka nagrody Europejski Poeta Wolności.

## Życiorys
Studiowała fizykę na Uniwersytecie w Rijece. Pracuje w chorwackim wydawnictwie Fraktura i redakcji czasopisma Poezija. Za promowanie idei równości, sprawiedliwości i feminizmu otrzymała w 2021 roku nagrodę Kobiety Roku (strašne žene godine. W 2022 roku postanowiła nakręcić film dokumentalny Brdo: epicentar, który opowiada o wsi Pecka (Banovina) w której się wychowała i o trzęsieniu ziemi, które tam przeżyła.
Ma dwoje dzieci (syna i córkę). Mieszka w Zagrzebiu.

## Twórczość
- Početne koordinate (2018)[1]
- Lovostaj (2019)[6]
- Gdje se kupuju nježnosti (2020)[6]
- Vrijeme prije jezika (2020)[7]
- Mrtve ne treba micati (2020)[6]
- Ubij se, tata (2020)[6]
- Zakopana čuda (2020)[6]

## Nagrody
- 2024: Nagroda Europejskiego Poety Wolności za przetłumaczony na język polski przez Aleksandrę Wojtaszek tomik Okres ochronny[8]
- 2020: Nagrada Zvonko Milković za Vrijeme prije jezika[7]
- 2020: Nagroda za dramat Gdje se kupuju nježnosti[9]
- 2018: Nagrada „Fran Galović”[10]
- 2018: Nagrada Kvirin za mlade pjesnike
- 2017: Nagrada Goran za mlade pjesnike (Gorana dla młodych poetów)[1] przyznawana w ramach festiwalu Goranovo proljeće dla uczczenia Ivana Gorana Kovačicia[11] za rękopis wydanego w 2018 roku tomiku Početne koordinate[1]